# Saturnino Paredes
Saturnino Paredes Macedo (Huaraz, 19 de enero de 1920 - Lima, 24 de marzo de 1996) fue un abogado, escritor y político comunista peruano. Inicialmente fue maoísta, girando posteriormente al hoxhaísmo, hermanándose con el Partido del Trabajo de Albania. 